# Hamburger Symphoniker
Hamburger Symphoniker is een Duits symfonieorkest dat zijn basis heeft in Hamburg. Het is een van de drie grote orkesten uit de stad en resideert in de Laeiszhalle.

## Geschiedenis
De Hamburger Symphoniker werd opgericht in 1957. De eerste dirigent van het orkest was Robert Heger. Onder zijn opvolgers bevonden zich Carlos Kalmar en Miguel Gómez-Martinez.
Met ingang van het seizoen 2004-05 werd Andrej Borejko de chef-dirigent van het orkest. Hij werd in 2008-09 opgevolgd door Jeffrey Tate.
Het orkest heeft gespeeld met onder meer Charles Mackerras, Christian Thielemann, Peter Ruzicka, Horst Stein, Ralf Weikert en Sebastian Weigle. De wereldberoemde solisten Christian Tetzlaff, Elisabeth Leonskaja, Andrej Hoteev, Frank Peter Zimmermann, Edita Gruberová, Plácido Domingo en Grace Bumbry zijn de laatste jaren met het orkest opgetreden.
De Hamburger Symphoniker begeleiden ongeveer twintig opera's en balletten per seizoen in de Hamburgische Staatsoper. Het orkest heeft diverse internationale tournees gedaan, waarbij het optrad in Groot-Brittannië, Italië, Frankrijk, Spanje, Scandinavië, Polen en Turkije.
Opnamen van het Hamburger Symphoniker zijn verschenen op MDG en DG (Deutscher Schallplattenpreis ECHO Klassik).